# Kostel Zjevení Páně (Ostružná)
Farní kostel Zjevení Páně je klasicistní kostel v obci Ostružná v okrese Jeseník. Postaven byl roku 1794 na přání místních usedlíků se svolením císaře Josefa II.

## Historie
Založení kostela se datuje do roku 1794 na přání obyvatel dřevorubecké osady Ostružná. Jedná se o typickou venkovskou klasicistní architekturu bez přílišné zdobnosti. Po zrušení chrámu Panny Marie v Olomouci byly do nového kostela převezeny dva obrazy – Klanění tří králů a sv. Ondřeje Velinského. První byl vsazen do hlavního oltáře a druhý do oltáře bočního, přičemž oba s četnými pozdějšími přemalbami. O malbě obrazu Klanění tří králů se zmiňuje ve svém životopise barokní malíř Jan Kryštof Handke výslovně k roku 1749, kde z kontextu vyplývá, že obraz maloval počátkem léta. Ke kostelu Panny Marie na olomouckém předměstí měl zvlášť blízký vztah, neboť v něm pochoval v červnu 1742 první manželku, o rok později svoji matku, v roce 1747 syna Johanna a vedle nich byl nakonec pohřben i on sám. Handke se při tvorbě obrazu tří králů do kostela v Ostružné inspiroval svým proslaveným dílem stejného námětu, které vytvořil roku 1746 pro klášter ve Šternberku. Tato „kopie“ sice nedosahuje stejných uměleckých hodnot jako originál, ale i v tomto případě se jedná o kvalitní dílo s dokonale vyváženou stavbou, v jejímž středu vévodí postavy Ježíška a Panny Marie.

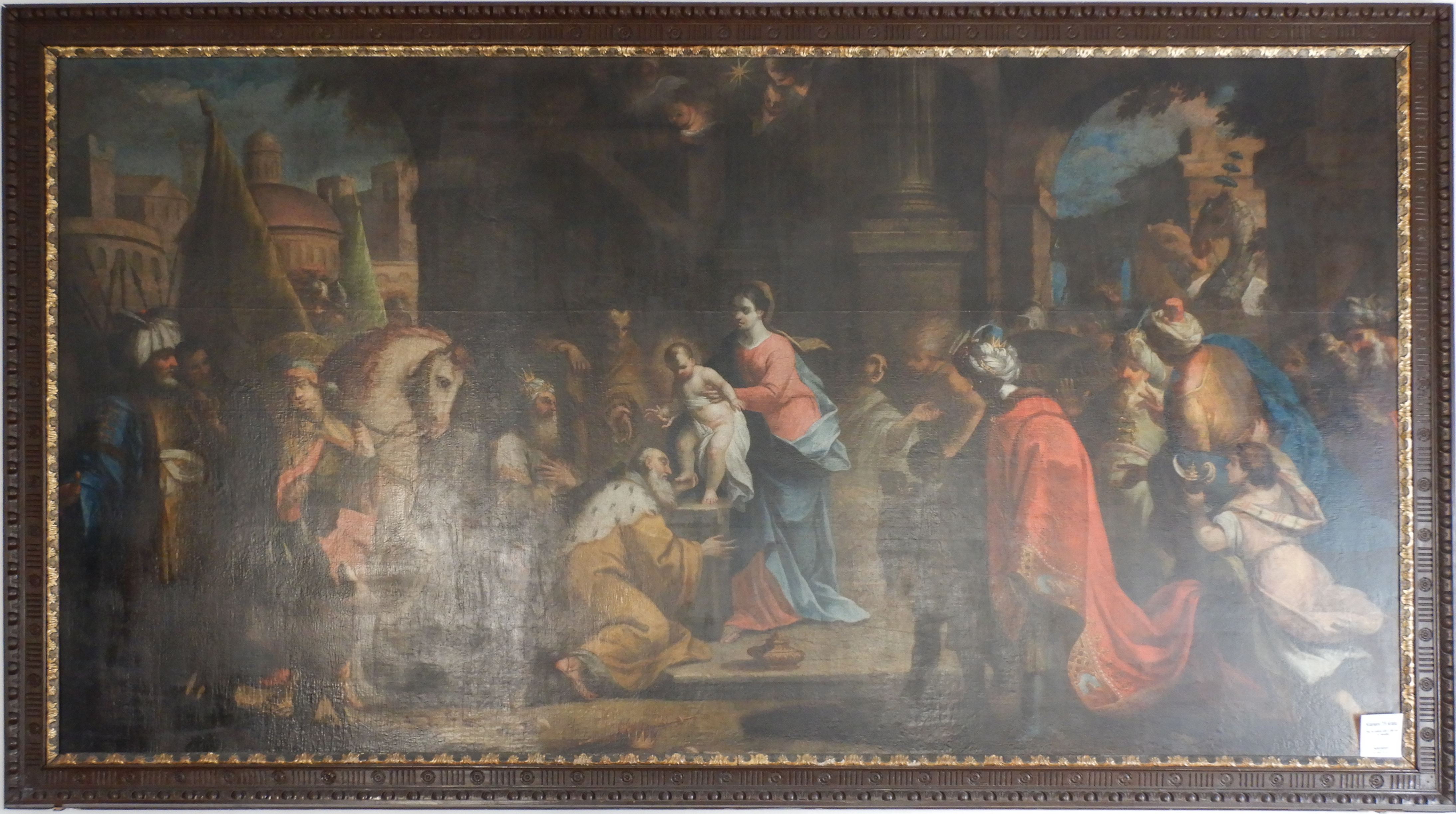
Originální obraz Klanění tří králů v klášteře augustiniánů ve Šternberku

## Popis
Jednolodní kostel má bílou fasádu a výraznou korunní římsu. Nad západním oknem zvonového patra je Kristův monogram. Nad presbyteriem je umístěn sanktusník s cibulovou bání. Do kostela se vstupuje z jihu dvěma vstupy, ze západu přes předsíň a ze severu přes sakristii. Z předsíně se vstupuje do prostoru chrámu pod věží. Otevře se prostor směrem k východu do presbyteria s hlavním a bočním oltářem, kde se nachází právě ony dva obrazy.
Dne 18. března 2022 byl kostel prohlášen Ministerstvem kultury kulturní památkou.